# Liste der Kulturdenkmale in Skoplau
In der Liste der Kulturdenkmale in Skoplau sind die Kulturdenkmale des Colditzer Ortsteils Skoplau verzeichnet, die bis Mai 2024 vom Landesamt für Denkmalpflege Sachsen erfasst wurden (ohne archäologische Kulturdenkmale). Die Anmerkungen sind zu beachten.
Diese Aufzählung ist eine Teilmenge der Liste der Kulturdenkmale in Colditz.

## Skoplau
| Bild                                    | Bezeichnung | Lage                           | Datierung                                                                  | Beschreibung | ID       |
| --------------------------------------- | --- | ------------------------------ | -------------------------------------------------------------------------- | --- | -------- |
| Direkt Bild zu diesem Denkmal hochladen | Grenzstein | Colditzer Landstraße           | 1. Hälfte 19. Jahrhundert                                                  | Regionalgeschichtlich von Bedeutung | 08971046 |
| Direkt Bild zu diesem Denkmal hochladen | Wegestein | Colditzer Landstraße (Karte)   | Um 1820                                                                    | Verkehrsgeschichtlich von Bedeutung | 08970553 |
| Weitere Bilder                          | Meilenstein | Colditzer Landstraße (Karte)   | 2. Hälfte 19. Jahrhundert                                                  | Königlich-Sächsischer Meilenstein, Streckenmarkierungsstein, Ganzmeilenstein, ohne Beschriftung und Krone, nicht am originalen Standort, verkehrsgeschichtlich von Bedeutung. Der hier aufgestellte Ganzmeilenstein aus Sandstein trägt keine Inschrift und wurde versetzt. Die königlich-sächsischen Meilensteine waren Nachfolger der kursächsischen Postmeilensäulen. Am 1. September 1858 begann der Straßenbau-Ingenieur Wilke mit der Neuvermessung der sächsischen Straßen. Diese Neuvermessung bildete die Grundlage für die Einführung des neuen Vermessungssystems. Dieses umfasste Stationssteine, Meilensteine, Halbmeilensteine, Abzweigsteine und Grenzübergangssteine. Die Stationssteine fanden am Anfang und Ende von Poststrecken Aufstellung. Auf ihnen waren die Namen und die Entfernung der an der Strecke liegenden Städte verzeichnet. Die Meilensteine standen unmittelbar an der Straße. Auf der einen Seite des Steins stand Name und Entfernung des Ausgangsortes und auf der anderen Name und Entfernung des Ortes am Ende der Poststrecke. Die Halbmeilensteine sollten den Streckenverlauf kennzeichnen. Beiderseits war eine Krone angebracht. eine Beschriftung war nicht üblich. Abzweigsteine standen an Abzweigungen von der Hauptroute und trugen in der Regel nur den Namen der nächsten Poststation ohne Entfernungsangabe. Auf den Grenzübergangssteinen war die Bezeichnung „Königreich Sachsen“ verzeichnet. Auf der anderen Seite enthielten diese Ortsnamen und Entfernungen. Zwischen Stationssteinen und Ganzmeilensteinen betrug der Abstand 1 Meile (das entspricht 7,5 km). Demnach bestand der Abstand zwischen Stationsstein und Halbmeilenstein und zwischen Halbmeilenstein und Ganzmeilenstein ½ Meile= 3,75 km. Seit 1875 galt im gesamten Deutschen Reich (also auch im Königreich Sachsen) der Meter als offizielles Längenmaß. Die Steine wurden aus diesem Grund vielfach auf das neue Maß umgeändert. Alle Steine wurden aus Sandstein hergestellt. | 08970529 |
| Weitere Bilder                          | Meilenstein | Colditzer Landstraße (Karte)   | 2. Hälfte 19. Jahrhundert                                                  | Königlich-Sächsischer Meilenstein, Halbmeilenstein, zugleich als Grenzstein genutzt, markiert Grenze zwischen Bezeichnet Leisnig und Colditz, seltene Kombination von Funktionen, versetzt, verkehrsgeschichtlich und regionalgeschichtlich von Bedeutung. Meilenstein, Halbmeilenstein, Sandstein, steinerne Krone, Inschriften Spiegel 1: „A. Bezeichnet Leisnig Abt. I. 5535 m.“, quadratischer Seitenschriftspiegel eingehauen: „5,535.“, Schriftspiegel 2: „A. Bezeichnet Colditz Abt. I. 5669. m.“, verwittert. | 08970831 |
| Weitere Bilder                          | Kilometerstein | Colditzer Landstraße (Karte)   | Um 1890                                                                    | Streckenmarkierungsstein mit Inschrift, Sandstein, verkehrsgeschichtlich von Bedeutung | 08970127 |
| Direkt Bild zu diesem Denkmal hochladen | Wohnstallhaus und Seitengebäude sowie Hofpflasterung eines Vierseithofes                                                   | Colditzer Landstraße 6 (Karte) | Bezeichnet mit 1858 (Wohnstallhaus); um 1870 (Seitengebäude)               | Bedeutsam für die Kulturlandschaft, ortsbildprägende Massivbauten, Wohnhaus mit qualitätvoller Giebelgestaltung (Drillingsfenster als Palladio-Motiv), bau- und heimatgeschichtlich von Bedeutung. - Wohnstallhaus: massiv in Bruchstein und Ziegel, verputzt, Eckquaderung, Gewände und Sohlbankgesims in Porphyrtuff, qualitätvolle Giebelgestaltung, Krüppelwalmdach, schöne profilierte Türrahmungen, über Haustür bezeichnet: 1858, Stall gewölbt auf Porphyrtuffsäulen - Seitengebäude (Stall mit Gesindestuben): massiv in Bruchstein und Ziegel, verputzt, teilweise Sandsteinelemente, am Stallteil jüngere Veränderungen, Satteldach, Wohnstuben mit originalen Fenstern | 08971212 |
| Weitere Bilder                          | Kilometerstein | Leisniger Landstraße (Karte)   | Um 1890                                                                    | Streckenmarkierungsstein, verkehrsgeschichtlich von Bedeutung. Sandsteinblock mit abgerundetem Abschluss, schariert, eingemeißelte Inschrift „6000 km“, Seitenschriftspiegel „6“. | 08970886 |
| Direkt Bild zu diesem Denkmal hochladen | Wohnstallhaus, zwei Seitengebäude sowie Hofpflasterung, Vorgarten und Reste der Toreinfahrt eines ehemaligen Vierseithofes | Skoplauer Anger 3 (Karte)      | Bezeichnet mit 1824 (Wohnstallhaus); Mitte 19. Jahrhundert (Seitengebäude) | Wohnstallhaus mit verputztem Fachwerk-Obergeschoss und Segmentbogenportal, die beiden Seitengebäude mit Fachwerk-Obergeschoss, Zeugnis ländlicher Bau- und Lebensweise vergangener Zeit sowie ortsbildprägend, bau- und heimatgeschichtlich von Bedeutung. - Wohnstallhaus: vorwiegend massiv, vorderer Teil im Obergeschoss Fachwerk, Satteldach, Fenster nicht mehr im Originalzustand, Haustür mit schöner flachbogiger Rahmung in Porphyrtuff, Schlussstein bezeichnet mit „JGK No. 2 1824.“ - Stall: zweigeschossig, Erdgeschoss massiv, Obergeschoss Fachwerk, teilweise Porphyrtuffgewände, Satteldach, erneuert, ursprünglich steiler - Nebengebäude: zweigeschossig, massives Erdgeschoss, durch Garageneinbauten entstellt, Obergeschoss Fachwerk, Pferdekopfdach | 08971213 |
| Direkt Bild zu diesem Denkmal hochladen | Wohnstallhaus, Seitengebäude, Scheune, Hofpflasterung, Toreinfahrt und Vorgarten mit Einfriedung eines Dreiseithofes       | Skoplauer Anger 4 (Karte)      | Bezeichnet mit 1869 (Wohnstallhaus); Mitte 19. Jahrhundert (Seitengebäude) | Fachwerkbauten einer geschlossen erhaltenen Hofanlage, Wohnstallhaus Obergeschoss Fachwerk verputzt, bau- und heimatgeschichtlich bedeutsam. - Wohnstallhaus: zweigeschossiger Lehm- und Fachwerkbau, Satteldach mit weitem Traufüberstand, verzierte Balkenköpfe, Haustürgewände in Porphyrtuff, bezeichnet mit „Hermsdorf 1869“ - Seitengebäude (Stall mit Wohnstuben): Erdgeschoss massiv, Gewände in Porphyrtuff, Obergeschoss Fachwerk, schöne gefelderte Tür, Giebel massiv, Satteldach - Scheune: vorwiegend Fachwerk, ein Teil in Lehm, zweitorig, Satteldach, verschieferter Giebel. | 08971211 |

## Tabellenlegende
- Bild: Bild des Kulturdenkmals, ggf. zusätzlich mit einem Link zu weiteren Fotos des Kulturdenkmals im Medienarchiv Wikimedia Commons. Wenn man auf das Kamerasymbol klickt, können Fotos zu Kulturdenkmalen aus dieser Liste hochgeladen werden:
- Bezeichnung: Denkmalgeschützte Objekte und ggf. Bauwerksname des Kulturdenkmals
- Lage: Straßenname und Hausnummer oder Flurstücknummer des Kulturdenkmals. Die Grundsortierung der Liste erfolgt nach dieser Adresse. Der Link (Karte) führt zu verschiedenen Kartendiensten mit der Position des Kulturdenkmals. Fehlt dieser Link, wurden die Koordinaten noch nicht eingetragen. Sind diese bekannt, können sie über ein Tool mit einer Kartenansicht einfach nachgetragen werden. In dieser Kartenansicht sind Kulturdenkmale ohne Koordinaten mit einem roten bzw. orangen Marker dargestellt und können durch Verschieben auf die richtige Position in der Karte mit Koordinaten versehen werden. Kulturdenkmale ohne Bild sind an einem blauen bzw. roten Marker erkennbar.
- Datierung: Baubeginn, Fertigstellung, Datum der Erstnennung oder grobe zeitliche Einordnung entsprechend des Eintrags in der sächsischen Denkmaldatenbank
- Beschreibung: Kurzcharakteristik des Kulturdenkmals entsprechend des Eintrags in der sächsischen Denkmaldatenbank, ggf. ergänzt durch die dort nur selten veröffentlichten Erfassungstexte oder zusätzliche Informationen
- ID: Vom Landesamt für Denkmalpflege Sachsen vergebene, das Kulturdenkmal eindeutig identifizierende Objekt-Nummer. Der Link führt zum PDF-Denkmaldokument des Landesamtes für Denkmalpflege Sachsen. Bei ehemaligen Kulturdenkmalen können die Objektnummern unbekannt sein und deshalb fehlen bzw. die Links von aus der Datenbank entfernten Objektnummern ins Leere führen. Ein ggf. vorhandenes Icon  führt zu den Angaben des Kulturdenkmals bei Wikidata.